# Cantonul Château-Renault
Cantonul Château-Renault este un canton din arondismentul Tours, departamentul Indre-et-Loire, regiunea Centru, Franța.

## Comune
- Autrèche
- Auzouer-en-Touraine
- Le Boulay
- Château-Renault (reședință)
- Crotelles
- Dame-Marie-les-Bois
- La Ferrière
- Les Hermites
- Monthodon
- Morand
- Neuville-sur-Brenne
- Nouzilly
- Saint-Laurent-en-Gâtines
- Saint-Nicolas-des-Motets
- Saunay
- Villedômer